# Divičani
Divičani su naseljeno mjesto u općini Jajce, Federacija Bosne i Hercegovine, BiH.

## Stanovništvo

### Popisi 1971. – 1991.
| Divičani           |              |              |              |
| godina popisa      | 1991.        | 1981.        | 1971.        |
| Muslimani          | 917 (72,95%) | 748 (75,86%) | 557 (62,72%) |
| Hrvati             | 252 (20,04%) | 232 (23,52%) | 290 (32,65%) |
| Srbi               | 4 (0,31%)    | 0            | 26 (2,92%)   |
| Jugoslaveni        | 16 (1,27%)   | 5 (0,50%)    | 3 (0,33%)    |
| ostali i nepoznato | 68 (5,40%)   | 1 (0,10%)    | 12 (1,35%)   |
| ukupno             | 1.257        | 986          | 888          |

### Popis 2013.
| Divičani           |              |
| godina popisa      | 2013.        |
| Bošnjaci           | 729 (68,45%) |
| Hrvati             | 170 (15,96%) |
| Srbi               | 0            |
| ostali i nepoznato | 166 (15,59%) |
| ukupno             | 1.065        |

## Gospodarstvo
Kod Divičana se nalazi kamenolom iz kojeg se vadi ukrasni arhitektonski kamen plivit. U Divičanima je tvornica aluminijskih odljevaka.

## Vanjske poveznice
- Satelitska snimka  Arhivirana inačica izvorne stranice od 17. veljače 2021. (Wayback Machine)